# Plav (časopis)
Plav – měsíčník pro světovou literaturu je český literární časopis. Vychází od května roku 2005; v prvním ročníku každý měsíc, od ročníku druhého jedenáctkrát ročně (v červenci vycházelo letní dvojčíslo), od roku 2019 deset standardních čísel ročně s prázdninovou pauzou. Vydává jej Spolek Splav!. Název časopis je akronym ze slov Překladatelé – Literáti – Autoři – Vykladači a vychází ze stejnojmenného bulletinu vydávaného k překladatelským večerům zvaným Bubeníčci (od května 2005 vycházel tento bulletin pod pozměněným názvem PlavRevue, edice skončila roku 2007 prosincovým číslem). Hříčka je úpravou akronymu předešlého projektu sdružení, deníku festivalu českého jazyka, řeči a literatury Šrámkova Sobotka Splav!, jenž rozepsán znamená Sobotecký pravidelný lehce avantgardní věstník! (vychází od roku 1999) a je připomínkou stejnojmenné sbírky básníka Fráni Šrámka.      

## Charakteristika časopisu
Časopis přináší ukázky z nových, dosud nepublikovaných překladů, snaží se upozornit na v Česku opomíjená autorská jména či přehlížené texty a též předvést, jak vypadá práce a umění překladatele beletristického textu. Ukázky jsou proto začasto publikovány dvojjazyčně. Jednotlivá čísla jsou zaměřená buď na geograficky či jazykově vymezenou oblast (např. Skandinávie, africké literatury či Skotsko), nebo na konkrétní literární téma (např. vědeckofantastická literatura).
Po dvou letech, počínaje lednovým číslem roku 2007, redakce přetváří původní podobu, která představovala čistě tematická čísla, a vytváří také rubrikovou část časopisu. Stěžejními rubrikami se stávají jinde v českých periodikách obvykle opomíjená kritika překladu, uvedená teoreticko-kritickou statí Ondřeje Vimra Otevřená kritika překladu (Plav 2007/1), pozapomenutý žánr recenze s delší literární ukázkou a "překládat přeložené?", totiž zrcadlové srovnání dvou či více překladů téhož textu. Významná je též rubrika "portrét překladatele", kde jsou čtenáři seznamováni s pozapomenutými velikány českého překladu (např. Arnošt Procházka nebo Alois Koudelka, jinak též O. S. Vetti), anebo s autory všeobecně známými jinak než jako překladateli (např. Václav Černý, Jiřina Hauková nebo Jan Zahradníček). Servisem čtenářům je také snaha přinést ke každému tématu ucelenou, anebo vybranou bibliografii českých překladů. Těžko také pominout rozhovory s českými překladateli (např. Jan Vladislav, Jiří Stromšík) nebo světovými spisovateli (např. Michel Faber).  
Roku 2008 došlo k radikální grafické proměně časopisu: původní černobílý formát podle grafického návrhu Huberta Hesouna sázený v prostředí LaTeX písmem gentium redesignovalo grafické studio signatura.cz Johany Kratochvílové; prostředí sazby zůstalo totožné, změnila se však písma a používala se kombinace minionu a etelky Střešovické písmolijny typografa Františka Štorma. Obálka je od čísla 4/2008 barevná. Redakce na tvorbě ilustrací soustavněji spolupracovala se studenty pražské UMPRUM. Řadu obálkových ilustrací pořídil někdo z členů redakce, většinou odpovědný redaktor čísla.  
Na přelomu let 2016–2017 prodělal Plav další vizuální proměnu a od čísla 12/2016 vychází v novém designu (opět z dílny grafického studia Johany Kratochvílové). Kromě Minionu se v časopise užívá písma Ropa Sans. Na vnitřních ilustracích, které jsou v každém čísle tři (ve dvojčíslech jich bylo až pět) se po určitou dobu pravidelně střídali Antonín Handl a Marek Rubec, od čísla 3/2019 zavedl Plav funkci výtvarného redaktora, již nyní zastává Matěj Lipavský; ten pak vybírá ilustrátory a ilustrátorky obálky i vnitřku čísla. Přibyla rubrika krátkých článků, věnovaných aktualitám z dění ve světových literaturách a ze světa překladatelství. Naopak téměř zmizela kritika a teorie překladu. 

## Účast v překladatelských a dalších cenách
Od roku 2008 redakce Plavu pravidelně podává nominace na stěžejní překladatelská ocenění.
Státní cena za překladatelské dílo
- 2008 – germanista Jiří Stromšík, téhož roku cenu získal
- 2009 – anglista Miroslav Jindra, téhož roku cenu získal
- 2010 – sinolog Oldřich Král, téhož roku cenu získal
- 2012 – polonistka Helena Stachová
- 2022 – hispanistka Anna Tkáčová

Anticena Skřipec
- 2009 – nominace překladu románu Neala Stephensona Rtuť od manželů Hany a Martina Sichingerových, vydaný v nakladatelství Talpress; Skřipec byl knize udělen

Cena Jiřího Theinera
- 2015 – běloruský bohemista a překladatel Sjarhej Smatryčenka; téhož roku cenu získal[2]

## Historie vedení
Jelikož specifikem Plavu bylo od počátku složení jeho redakce – tvořili ji především studenti vysokých škol –, dočkávala se poměrně překotných změn nejen její skladba (po prvním roce existence časopisu snad žádná tiráž nevydržela tři měsíce stejná), ale i vedení časopisu: Šéfredaktoři: Jan Hon (květen 2005 – září 2006), Lukáš Novosad (říjen 2006 – červenec 2008), Anna Čmejrková (Duchková) (srpen 2008 – duben 2010), Lucie Koryntová (květen 2010 – prosinec 2010), Silvie Mitlenerová (leden 2011 – prosinec 2011), Vratislav Kadlec (leden 2012 – říjen 2014), Alexej Sevruk (listopad 2014 – září 2018), Martin Pšenička (říjen 2018 – prosinec 2022), Martin Šplíchal (leden 2023 – ). Zástupci šéfredaktorů: Jan Chromý (květen 2005 – květen 2006), Veronika Tupá (Hesounová) (červen 2006 – leden 2008), Anna Čmejrková (Duchková) (únor 2008 – červenec 2008), Lukáš Novosad (srpen 2008 – prosinec 2008), Kateřina Veselovská (leden 2009 – duben 2009), Lucie Koryntová (květen 2009 – duben 2010), Silvie Mitlenerová (květen 2010 – prosinec 2010, leden 2012 – listopad 2013), Lukáš Novosad (leden 2011), Vratislav Kadlec (únor 2011 – prosinec 2011), Alexej Sevruk (prosinec 2013 – únor 2015), Antonín Handl (únor 2015 – duben 2019), Julie Koblížková Wittlichová (červenec 2019 – ).
Nepatrněji, zřídka, ale přesto se proměňovalo i složení redakční rady časopisu. Zaměření časopisu samozřejmě vždy určovalo i podobu jeho v podstatě dozorujícího orgánu – rada sestávala hlavně z překladatelů, v menší míře z literárních vědců. Momentálně pracuje ve složení: Petra Ben-Ari, Libor Dvořák, Viktor Janiš, Vratislav Kadlec, Mariana Machová, Jaroslav Olša, jr., Klára Soukupová.